# Pseudomyrina
Pseudomyrina là một chi bướm ngày thuộc họ Lycaenidae.